# Frits Reuter
Johannes Frans (Frits) Reuter (Amsterdam, 19 februari 1912 - aldaar, 8 november 1985) was een Nederlands politicus en vakbondsbestuurder. Hij was een van de  voormannen van de communistische Eenheids Vakcentrale EVC, die in de jaren 1956-1958 tot de voornaamste opposanten tegen de leiding van de CPN’er Paul de Groot behoorde. Reuter en Bertus Brandsen verzetten zich tegen de sterke greep van De Groot op de EVC.
In 1943 behoorde Frits Reuter samen met Jan Postma en Wim Puister bij de illegale leiding van de Amsterdamse  afdeling van de Communistische Partij. Van September 1941 tot augustus 1942 was Reuter leider van de Haagse Vonk groep die een illegaal blad van dezelfde naam uitbracht. Hij zou hierover schrijven in "De Communistische Partij van Nederland in oorlogstijd. Herinneringen" (Amsterdam, 1978).
In 1952 werd Frits Reuter lid van de Tweede Kamer, en in 1958 opgevolgd door Bertus Brandsen. Brandsen trad  onmiddellijk toe tot de Brug-groep van Gerben Wagenaar en Henk Gortzak die al met de CPN hadden gebroken.
- Biografisch Portaal: 29308935
- International Standard Name Identifier: 0000 0000 6712 5124
- Library of Congress Control Number: n79014823
- Nederlandse Thesaurus van Auteursnamen: 068385072
- Parlement.com: vg09ll5rmaym
- Virtual International Authority File: 18492805
- WorldCat: E39PBJvRQpK9trJ3qDmcYMgxjC